# Rjavi jastreb
Rjavi jastreb (znanstveno ime Aegypius monachus) je ujeda iz družine kraguljev (Accipitridae).

## Opis
Rjavi jastreb je velik jastreb, ki zraste od 100 do 115 cm in ima razpon kril med 240 in 280 cm. 
Spada med jastrebe starega sveta in je med njimi največji. Kot vsi jastrebi ima golo glavo z mogočnim kljunom, barva perja pa variira od rjave do skoraj črne. Na vratu ima značilen ovratnik. V letu je podoben beloglavemu jastrebu le, da ima od njega daljši in bolj klinast rep. Peruti so v letu po celi dolžini enako široke. Rjavi jastreb je manj družabna vrsta jastrebov.

## Razširjenost
Razširjen je od Španije preko Sredozemlja, južne Evrope in srednje Azije do Japonske. Živi v gozdnati in težko dostopni gorski pokrajini. Hrani se z mrhovino, včasih pa tudi lovi manjše glodalce, želve in celo jagnjeta.
Gnezdi enkrat letno in sicer v februarju in marcu v gnezdih na drevesih.